# Белл, Исаак Лотиан
Исаак Лотиан Белл (англ. Lowthian Bell; 18 февраля 1816 — 20 декабря 1904) — британский промышленник-металлург из города Вашингтон, графство Дарем. Был одним из самых известных британских металлургов своего времени, основателем первого промышленного предприятия по производству алюминия.
Происходил из семьи металлурга Томаса Белла, одного из основателей крупной компании по производству железа и щелочных металлов. Родился в городе Ньюкасл-апон-Тайн, получил образование в местной академии, затем изучал физические науки в Эдинбургском университете и в Сорбонне, Париж. Затем некоторое время изучал практический опыт производства щелочных металлов в Марселе, прежде чем вернуться в 1836 году в родной город и начать работать вместе с отцом.
Белл был энергичным и умелым предпринимателем, а также металлургом-инноватором. Вместе со своими братьями он предпринял несколько проектов по изучению свойств железа и щелочей, а также сотрудничал с другими пионерами-металлургами, в том числе Робертом Стирлингом Ньюэллом, с целью производства производства стальных тросов. Он был пионером крупномасштабного производства алюминия, проводя эксперименты на своём производстве в Вашингтоне, а также в изучении других химических элементов, таких как только что открытый на тот момент таллий. Он был директором нескольких крупных компаний, в том числе Северо-Восточной железной дороги и компании Форт-Бридж, создававшей проект на тот момент самого большого в мире моста.
Он также был покровителем искусств, поддерживая архитекторов, художников и дизайнеров и давая им работу по строительству и украшательству его особняков в Йорке. С 1850 года Белл был активен в городском совете Ньюкасла, на протяжении 30 лет занимая в нём различные должности, в том числе шерифа, мэра и олдермена, дважды избирался в парламент. В 1874 году стал членом Королевского общества, был награждён рядом медалей научных обществ и сам основал несколько исследовательских институтов.

## Награды
- Медаль Альберта (Королевское общество искусств) (1895)